# 상하이 지하철 01A05형 전동차
상하이 지하철 01A05형 전동차(구 AC06형)(중국어: 上海轨道交通01A05型电动列车（原AC06型）)는 상하이 지하철의 통근형 전동차 가운데 하나로 알스톰 메트로폴리스 계열 열차에 속하며 현재 상하이 지하철 1호선에서 운행되고 있다.

## 개요
AC06은 128량, 16편성으로 상하이 전기와 난징푸전 차량공장에서 생산도어 2006년에 운행을 시작하여 현재 1호선에서 140-155호로 운행하고 있다. 열차는 양 끝에 비상구를 설치하고, 조종실 문에는 유리창을 설치해 승객이 운전자의 조작과 전방의 풍경을 볼 수 있도록 했다. 열차 객실문은 전동 외장 슬라이딩 도어이며 차체 외부는 검은색, 빨간색, 흰색으로 도색되어 있다. 차량은 푸진루 주차장(富锦路停车场)와 메이룽 차량단(梅陇车辆段)에 주박된다.

## 사고
2009년 12월 22일 오전 7시, 1호선 상하이 지하철역에서 상하이 지하철 사상 두 번째로 심각한 사고가 발생했는데, 이전에 전력 공급 고장이 발생하여 1호선이 축소 운영된 후, 전기 공급 복구 작업이 점차 성사되었을 때, 신좡 방면 상하이 지하철역 승강장에 위치한 승객없는 0117번 열차가 푸진루 쪽으로 되돌아갈 준비를 하고, 차체가 모두 우회선으로 들어가기 전에 푸진루에서 승객을 태우던 신좡행 0150호와 정면 충돌하여
원수이루~쉬자후이 구간이 운행이 중단되었고, 이후 1호선 전 노선 운행이 중단되었다. 사고 발생 시점이 출근 시간대인데다가 이날도 동지여서 상하이 시내 대부분 지역의 지상 교통이 마비되는 등 시 전역의 시민 생활에 심각한 차질이 빚어졌다. 이날 1호선은 오후 늦게 운행이 재개됐다. 0150호는 현재 복원되어 운행을 재개했다.

## 사진첩

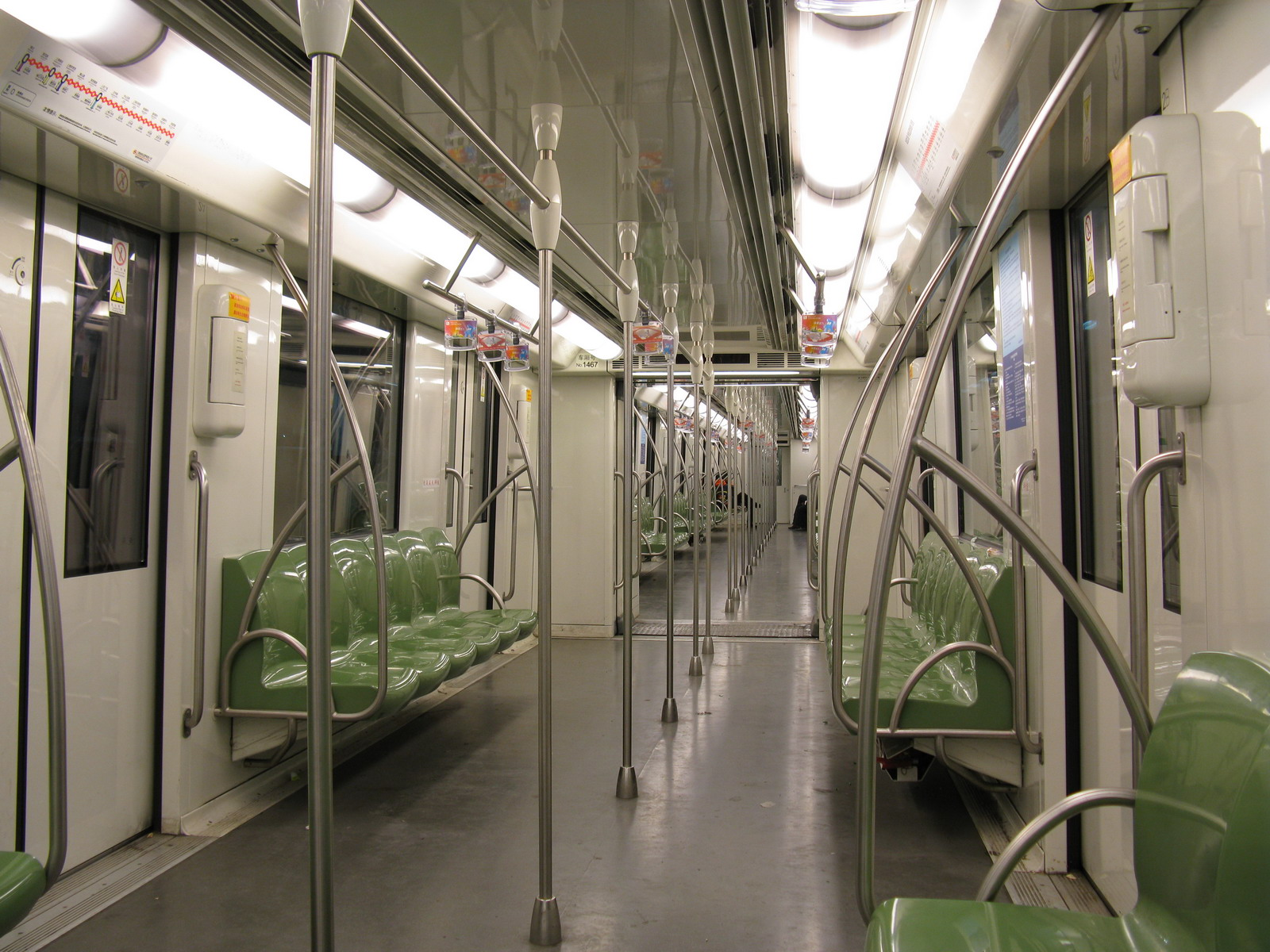
차량 내부
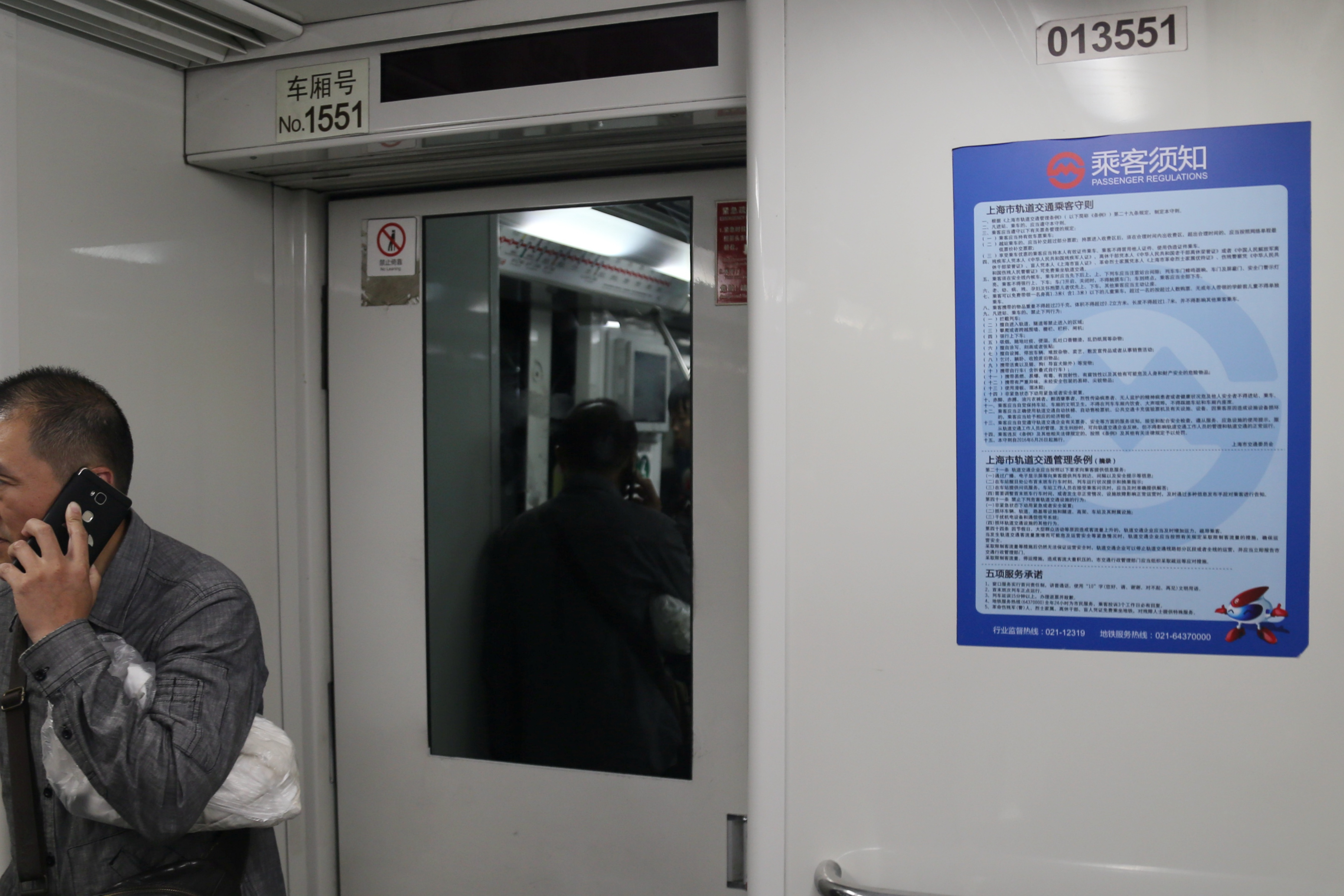
열차 운전석 뒤의 유리창